# 2e régiment de chevau-légers lanciers
Le 2e régiment de chevau-légers lanciers également appelé plus simplement 2e régiment de chevau-légers ou 2e régiment de lanciers est une unité de cavalerie française issue du 3e régiment de dragons.

## Création et différentes dénominations
- Création du 2e régiment de chevau-légers lanciers par changement de nom du 3e régiment de dragons lors de la réforme des corps de cavalerie en 1811[1].
- 12 mai 1814 : Prend le nom de régiment de lanciers de la Reine.
- 1er mars 1815 : Reprend le nom de 2e régiment de chevau-légers lanciers
- 16 juillet 1815 : Le régiment est licencié.

## Chefs de corps
- 1811-22 février 1814 : Pierre Berruyer
- 23 février 1814-mai 1814 : Jean Joannès
- Mai 1814- juillet 1815 : Jean-Baptiste Sourd

## Historique des garnisons, combats et batailles du régiment
Le 2e régiment de chevau-légers lanciers est formé par décret impérial du 18 juin 1811 du 3e régiment de dragons.
Le 2e régiment de chevau-légers lanciers fait la campagne de Russie de 1812 au 2e corps de cavalerie et participe aux batailles de La Moskowa et de la Bérézina.
Il fait la campagne de 1813 en Allemagne à la Grande Armée ou il participe aux batailles de Katzbach et de Hanau.
En 1814, il est en France, toujours attaché à la Grande Armée et combat aux batailles de La Rothière, de Montmirail, de Vauchamps (14 février), de Bar-sur-Aube et de Fère-Champenoise. 
Lors de la réorganisation des corps de cavalerie, le 12 mai 1814, le 2e régiment de chevau-légers lanciers, renforcé d'éléments du 7e régiment de chevau-légers lanciers, garde en premier lieu son numéro avant de prendre la dénomination de régiment de lanciers de la Reine.  
À son retour de l'ile d'Elbe, le 1er mars 1815, Napoléon Ier, réorganisa les différents corps de l'armée. Un décret du 20 avril 1815 rendit aux anciens régiments de cavalerie les numéros qu'ils avaient perdus sous la première restauration. Le régiment reprend le nom de 2e régiment de chevau-légers lanciers et durant les Cent-Jours il est aux campagnes de Belgique et de France et combat à Mont-Saint-Jean.
Le 16 juillet 1815, comme l'ensemble de l'armée napoléonienne, il est licencié à la Seconde Restauration et le régiment n'est pas recréé. Les effectifs du 2e lanciers sont intégrés au 12e régiment de chasseurs à cheval de la Marne.

## Étendard
Lors de sa création, le 2e lanciers conserve une des aigle impériale du 3e régiment de dragons.

En 1812, il reçoit un étendard ou sont inscrits :
- ULM
- AUSTERLITZ
- IENA
- EYLAU
- FRIEDLAND

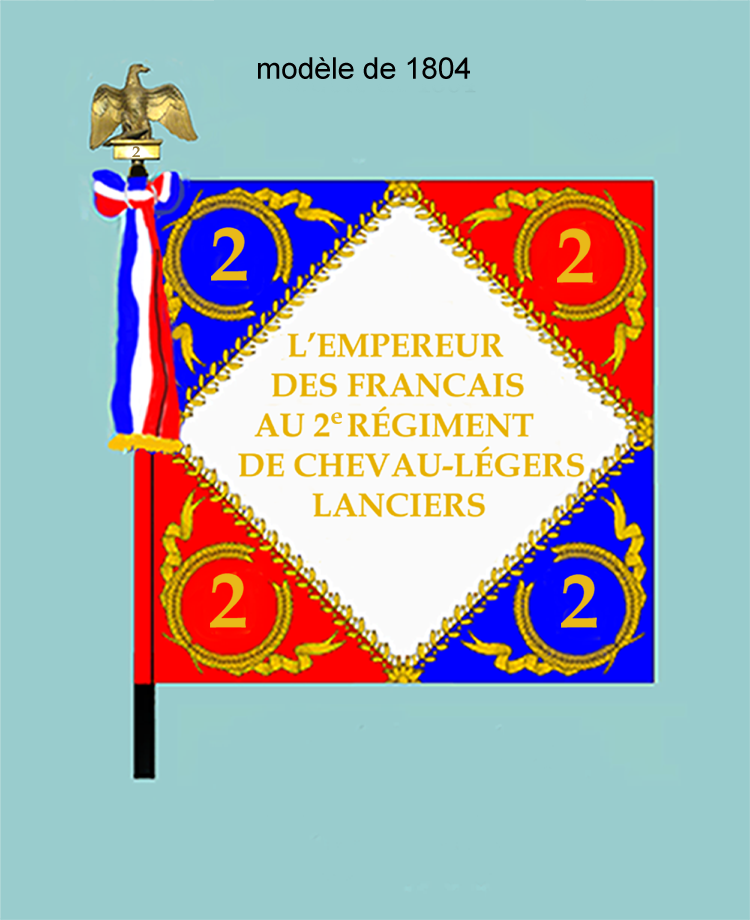
modèle 1804 avers
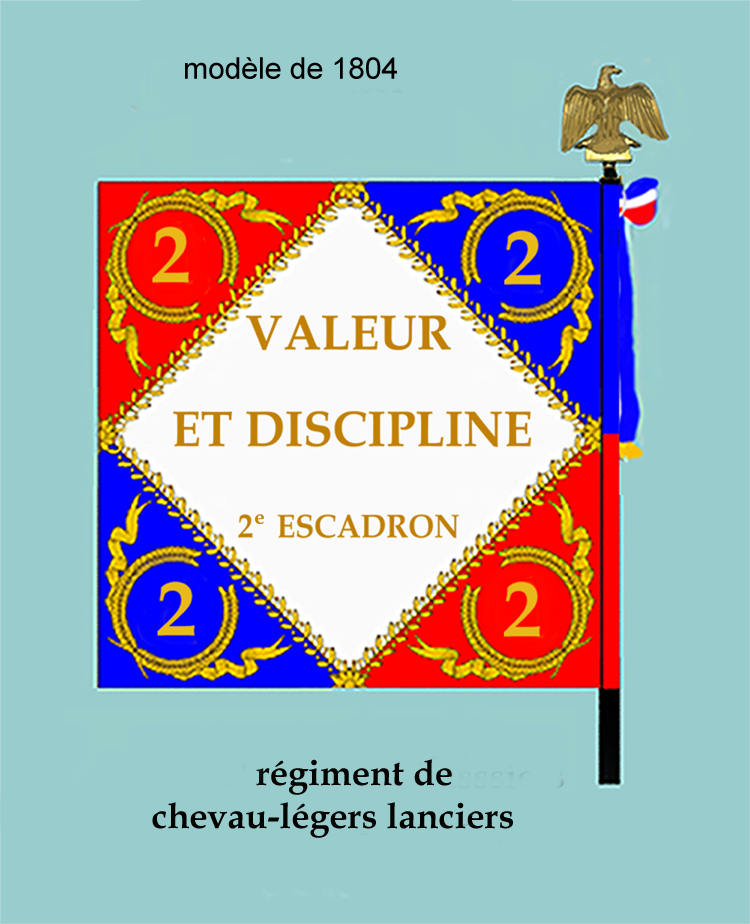
modèle 1804 revers
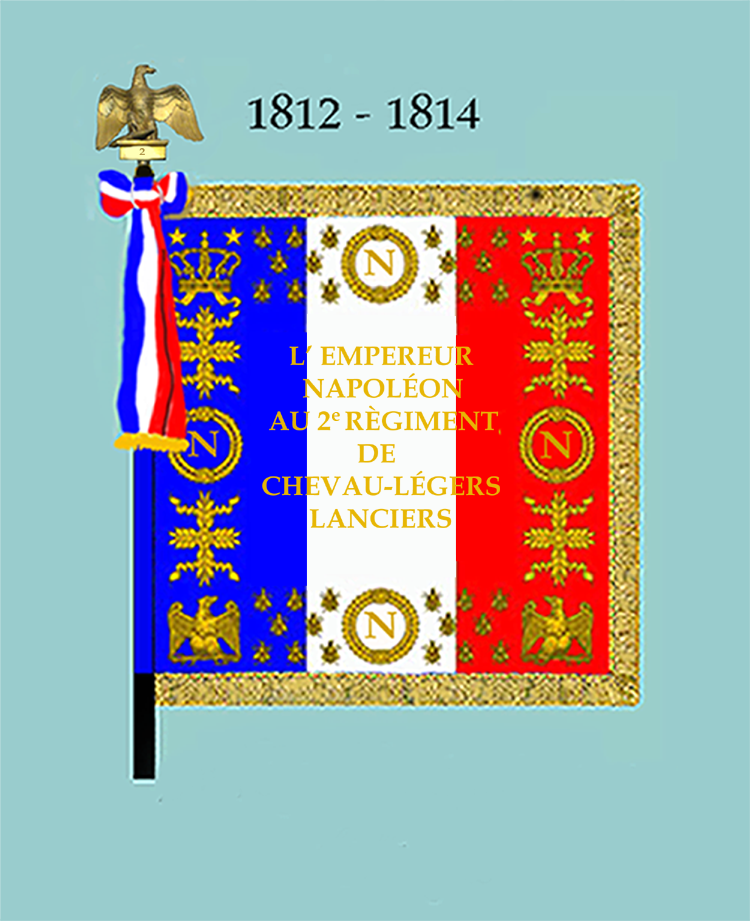
modèle 1812 avers
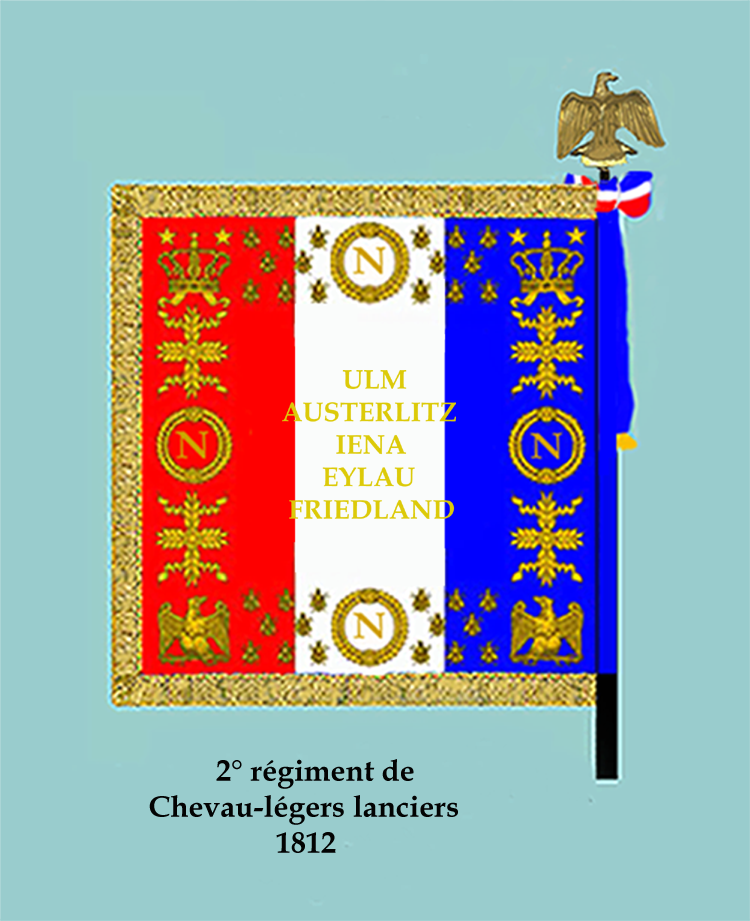
modèle 1812 revers
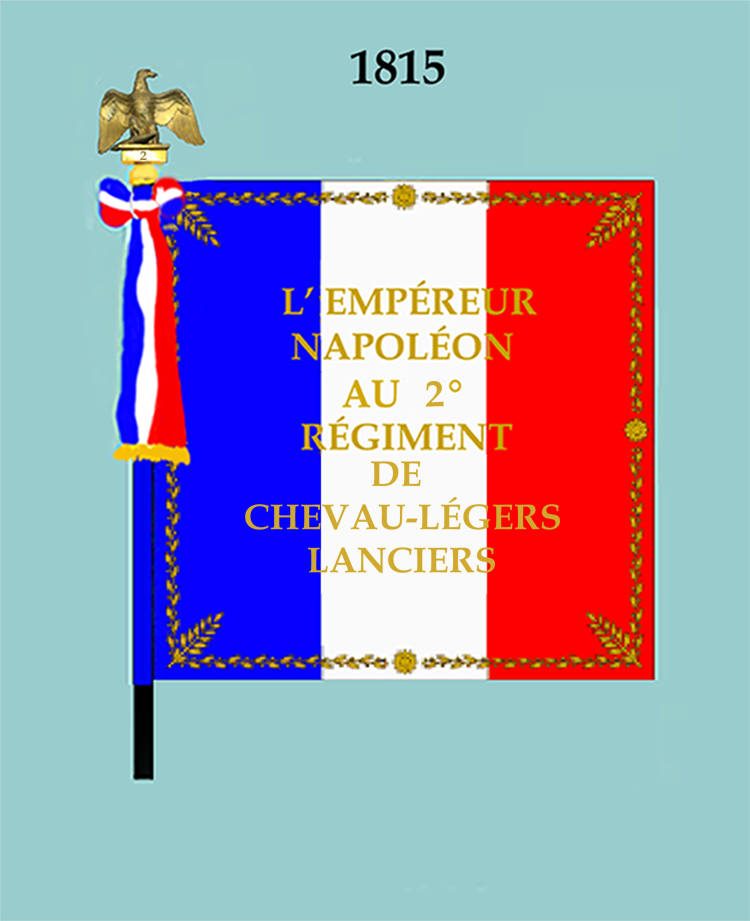
modèle 1815 avers
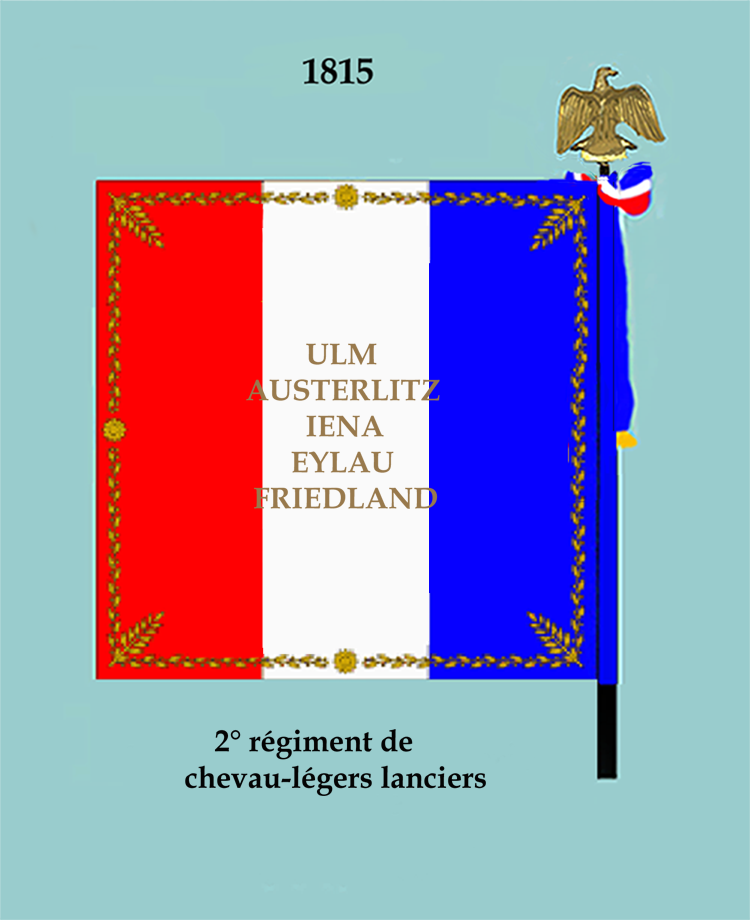
modèle 1815 revers

## 2erégiment de lanciers
Le 2e régiment de lanciers est formé, le 19 février 1831, avec le 2e régiment de chasseurs à cheval.

### 1830 - 1854
En 1848 et 1849 le 2e lanciers est affecté à l'armée des Alpes.

### Seconde Guerre mondiale
En 1944, plusieurs unités FFI prennent pour quelque temps le nom de 2e régiment de lanciers, désignations non officialisées par le gouvernement provisoire.